# HAL Tejas
Il Tejas (conosciuto anche come LCA - Light Combat Aircraft) è un caccia multiruolo prodotto dalla Hindustan Aeronautics Limited (HAL). È caratterizzato da un'ala a doppio delta e con una singola deriva verticale, mentre la propulsione è monomotore (il turbofan americano General Electric F404-GE-402). L'iter progettuale fu seguito dall'ADA (Aeronautical Development Agency), l'agenzia indiana per lo sviluppo aeronautico.

## Storia del progetto

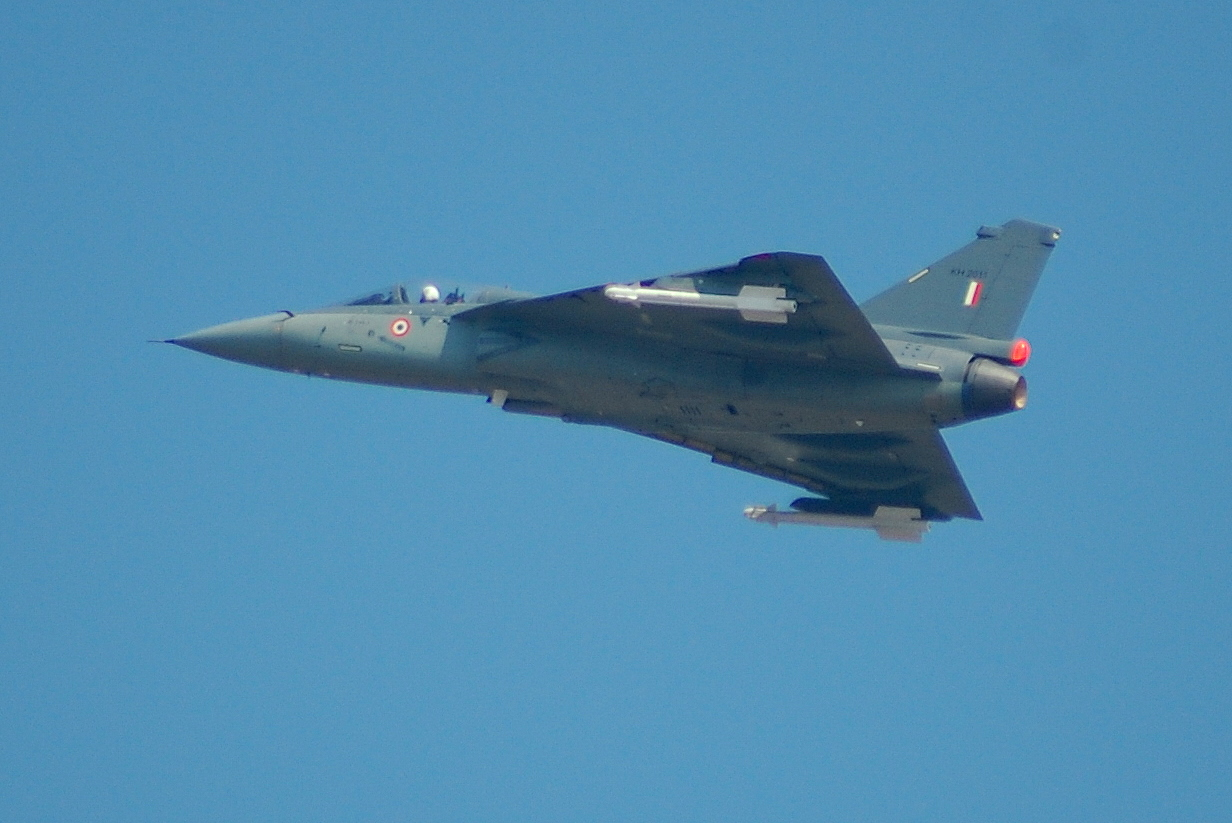
HAL Tejas AeroIndia-2009

Lo sviluppo del Tejas ha origine nei primi anni ottanta, quando la Hindustan Aeronautics Limited (HAL) avviò il programma LCA/Light Combat Aircraft per realizzare un caccia leggero destinato a sostituire i numerosi MiG-21 Fishbed in servizio nell'Indian Air Force.
La lunga esperienza accumulata dall'industria aerospaziale indiana risale agli anni cinquanta, quando iniziò a produrre su licenza il famoso caccia inglese De Havilland DH.100 Vampire, e pochi anni dopo fece seguito il caccia HAL HF-24 Marut, il primo aereo militare interamente progettato e realizzato in India.
L'agenzia nazionale per lo sviluppo aeronautico (ADA) iniziò negli anni ottanta a studiare il progetto di un caccia propulso da un unico motore e con un'ala a delta e singola deriva verticale. Come propulsore fu scelto, in attesa che l'industria nazionale fosse in grado di proporre una propria realizzazione, il turbofan americano General Electric F404-GE-402 (lo stesso motore che spinge il McDonnell Douglas F/A-18 Hornet).
Anche se il progetto è originale e di concezione indiana, il Tejas a prima vista ha una forte somiglianza (a parte il doppio delta) con il caccia francese Dassault Mirage 2000, di cui l'India è utente.
Il caccia è estremamente leggero, infatti il suo peso a vuoto supera di poco le 5 tonnellate. Sin dall'inizio si è prevista una effettiva capacità multiruolo, assicurata da un'avionica avanzata e dalla compatibilità con pod di illuminazione laser.

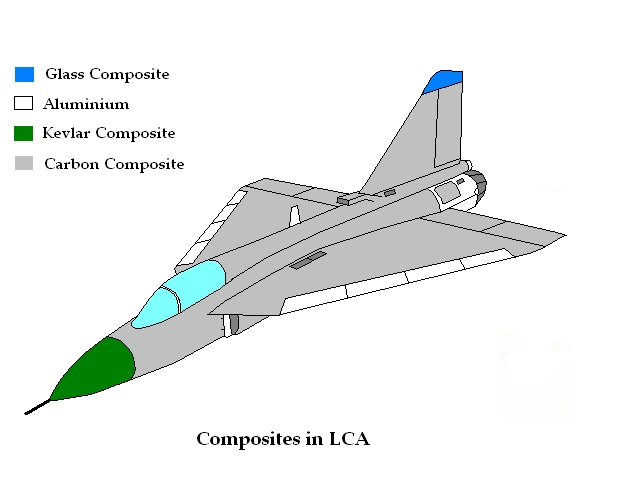
Schema dei materiali con cui è composto il HAL Tejas Blu: Vetro composito; Bianco: Alluminio; Verde: Kevlar; Grigio: Carbonio

Il velivolo sarà realizzato anche nella versione biposto per l'addestramento pre-operativo, ed è prevista anche una variante navalizzata per sostituire i BAe Sea Harrier dell'Indian Naval Air Arm (l'aviazione della Marina militare dell'India). I prototipi imbarcati dell'HAL Tejas sono dotati di LEVCON. Quindi la ADA/HAL ha creato un caccia leggero dalle ottime prestazioni seguendo la filosofia progettuale che era alla base degli affermatissimi F-5 e MIG-21. Per il momento l'unico paese utilizzatore dell'aereo è l'India.

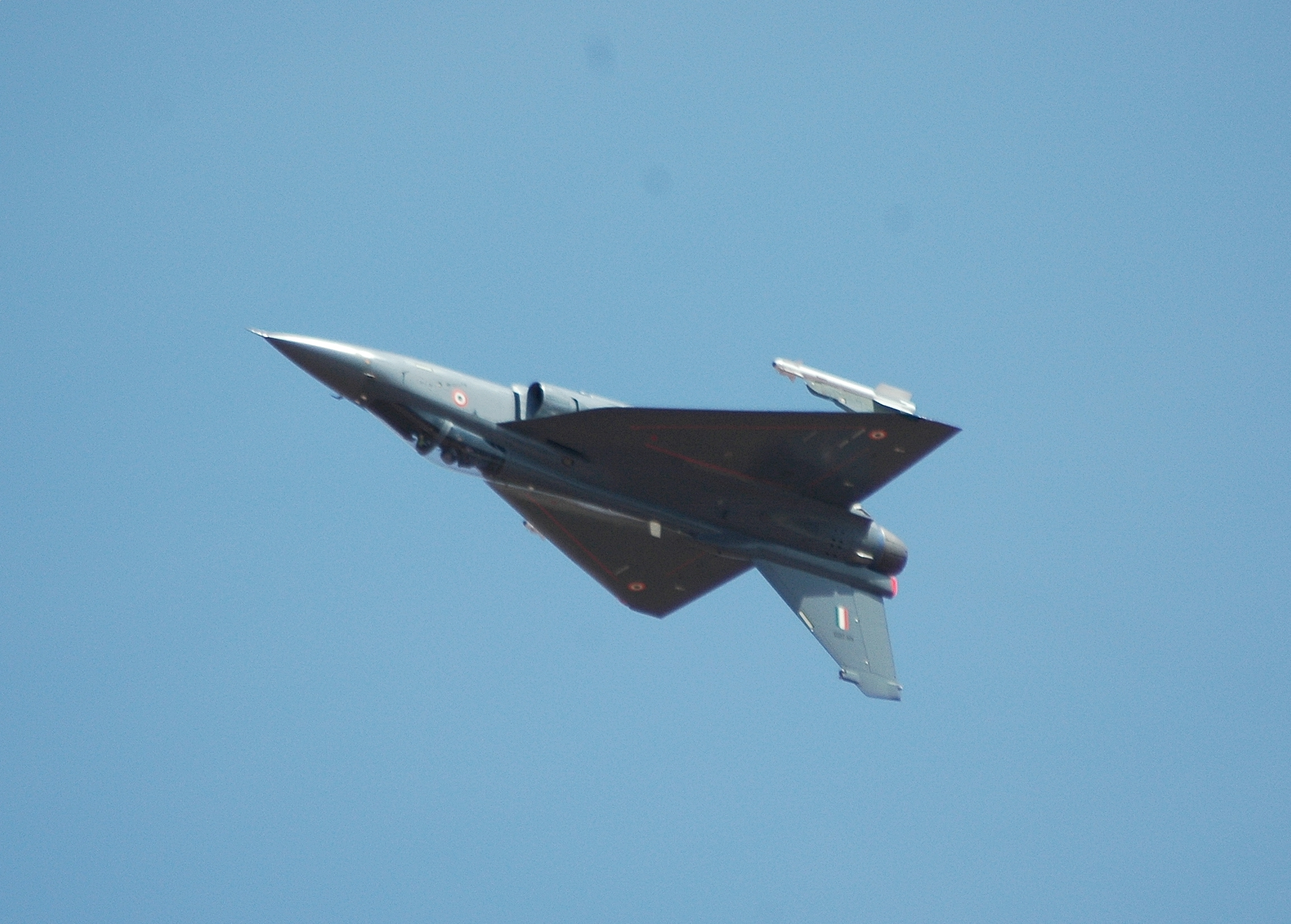
HAL Tejas in volo capovolto.

Il primo esemplare biposto ha volato per la prima volta il 26 novembre 2009 dall'aeroporto di Bangalore, sul quale si trovano gli stabilimenti della Hindustan Aeronautics. Nel corso del volo l'aereo ha raggiunto una tangenza di 9 000 metri e una velocità di Mach 0.85.
La versione Mk.II sarà dotata di un radar AESA, oltre all'integrazione di nuovi sistemi d'arma, di autoprotezione elettronica e di un seggiolino eiettabile Martin Baker Mk.16G.

Come il Gripen della svedese Saab, anche il Tejas è disponibile in due configurazioni: biposto a scopo addestrativo, e monoposto come velivolo da combattimento.

## Tecnica

### Armamento
L'armamento fisso del Tejas è costituito da un cannone a due canne da 23 mm di progettazione russa. L'aereo può impiegare armi aria-aria, aria-terra e anti-nave, ed è compatibile con i più moderni missili aria-aria anche a guida radar attiva. 
Può trasportare fino a 4 tonnellate di armamento, suddiviso tra un punto d'attacco centrale di fusoliera e sei subalari.
Una probabile configurazione tipica multiruolo del Tejas è costituita da: 2 missili R-73, 2 missili R-77 o Astra, 2 bombe BGL-1000, un pod Litening e un serbatoio centrale.

## Versioni
- LCA-TD: Prototipi dimostratori di tecnologia.
- LCA-PV: Prototipi per lo sviluppo.
- Tejas LSP: Pre-serie produttiva (20 esemplari) in consegna dal 2007.
- Tejas: Versione di serie definitiva.
- N-LCA: Variante imbarcata con muso ridisegnato e carrelli irrobustiti. Carburante interno ridotto di 200 kg.
- LCA Trainer: Variante biposto da addestramento. Carburante interno ridotto di 200 kg.

## Utilizzatori
India
- Bhartiya Vāyu Senā

40 Tejas Mk.1 suddivisi in due lotti di 20 esemplari (16 monoposto più quattro biposto) ordinati. Il 13 gennaio 2021, il Cabinet Committee on Security (CCS) indiano ha approvato l'acquisto di 83 Tejas Mk.1A (73 monoposto Mk.1A e 10 T-Mk.1A biposto). Ulteriori 97 Tejas Mk.1A ordinati il 12 aprile 2024.

### Riviste
- Aeronautica & Difesa, n° 279 anno XXV, gennaio 2010.
- Il Tejas debutta nel Bahrein, in Aeronautica & Difesa, n° 353, marzo 2016.